# Estación de Châtelet - Les Halles
Châtelet-Les Halles es una estación ferroviaria situada en el centro de París. Pertenece a las líneas A, B y D de la Red Exprés Regional.
Ofrece conexiones con las líneas 1, 4, 7, 11 y 14 del metro de París.

## Historia

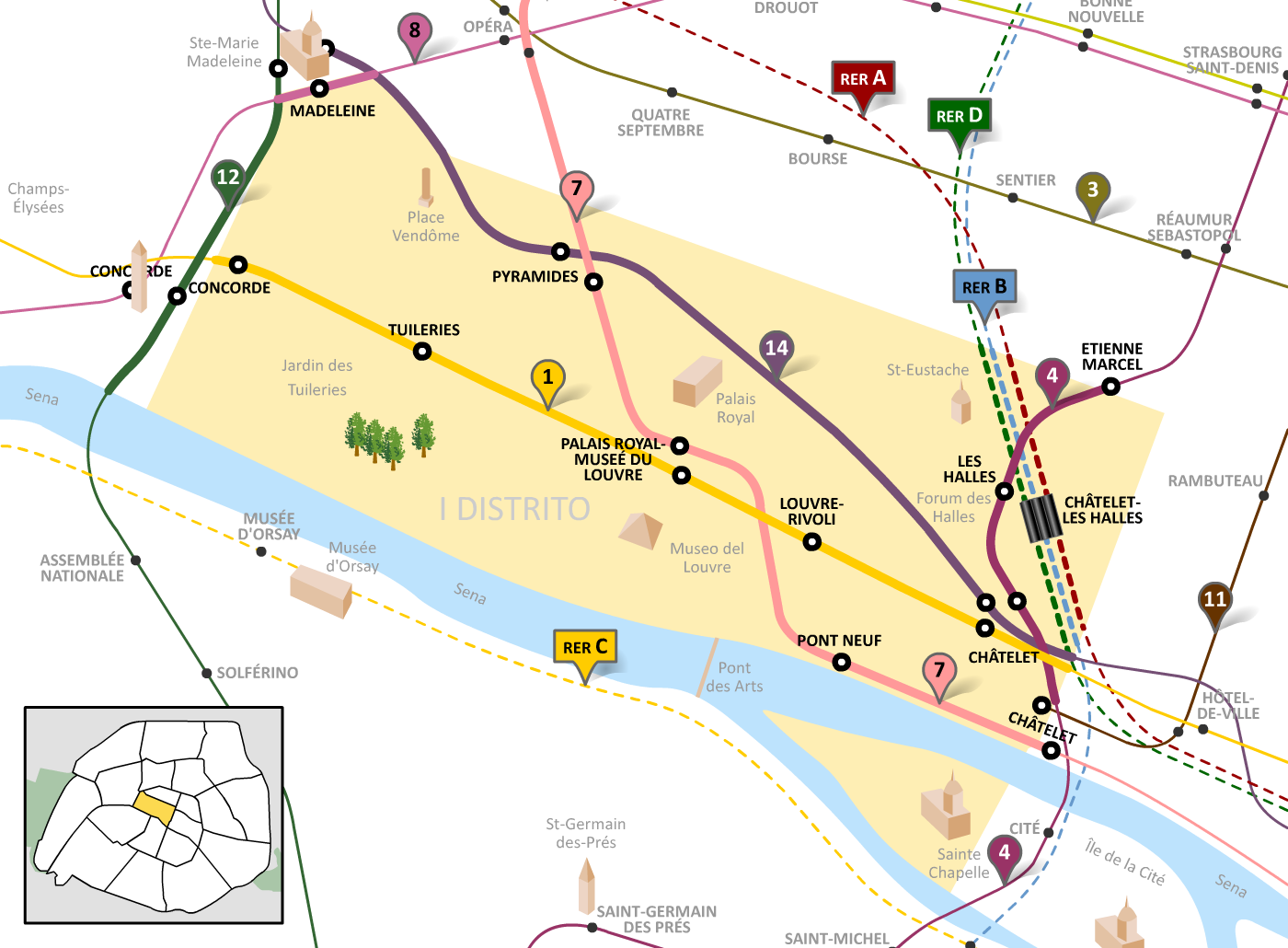
Metro y RER en el Ier arrondissement de Paris, con el núcleo central en estación de Châtelet - Les Halles.

En los años 70 se empieza a crear la Red Regional Exprés que incluye una estación en Châtelet para las líneas A y B entonces.
El 3 de octubre de 1977 se abre el túnel que comunica Nation y Auber pasando por Châtelet y el túnel Luxembourg-Châtelet y se abre la nueva estación de Les Halles en la línea 4, pues la antigua se había destruido y desviado el túnel para hacer la estación RER. Les Halles también está comunicada para correspondencia con RER, así que la estación RER se denomina Châtelet-Les Halles por su ubicación intermedia entre la plaza del Châtelet y Les Halles (antiguo mercado central de París).
Su nombre viene de dos monumentos ahora desaparecidos: el Châtelet, un pequeño castillo que defendía la entrada del Pont-au-Change, y Les Halles, los antiguos edificios del mercado central de París, destruidos en 1971.

## Arquitectura
La estación RER se encuentra bajo el Centro Comercial del Forum des Halles, el mayor centro comercial subterráneo de Europa.
Las vías de las tres líneas de RER están orientadas paralelas al eje este-oeste. Las 7 se agrupan en 4 andenes, los dos centrales para la línea D, los dos laterales para las líneas A y B. La ventaja de la agrupación mixta de vías en los andenes para las líneas A y B es poder efectuar la correspondencia en el mismo andén según el destino. La vía de la línea A en dirección oeste y de la B en dirección sur están situadas a los lados del andén norte y la vía de la línea B en dirección norte y de la A en dirección este a los lados del andén sur. En cada uno de estos andenes los trenes pasan en el mismo sentido.
Como inconvenientes de las infraestructuras desde el punto de vista del usuario se encuentran:
- Pilares de gran tamaño que impiden la visión y contribuyen a la sensación de inseguridad.
- Iluminación insuficiente.
- Escaleras de acceso estrechas para el tráfico de viajeros de la estación.
- El vestíbulo en la planta superior está mal diseñado para permitir el correcto desplazamiento de los viajeros, con los comercios y acceso a la línea D dispersos en el medio de dicho vestíbulo orientados de forma diferente al eje general de la estación. La RATP ha paliado este problema instalando numerosos letreros que ahora resultan excesivos para el viajero.
- La importancia de los pilares es más visual que física, pues las estructuras de sostén son mucho más estrechas que el embellecimiento, estilo arquitectónico que intenta romper las perspectivas del vestíbulo de la estación.

El pasillo de correspondencia de la estación RER con la estación de metro Châtelet tiene un largo pasillo rodante. Los recovecos del laberinto de pasillos de enlace y correspondencia asustan a ciertos viajeros, sin embargo para otros es la parte con más encanto de esta estación intermodal.

### Detalle del servicio
Esta estación tiene conexión directa con toda la Isla de Francia salvo una pequeña parte de las provincias de Esona e Ivelinas.
| tren | origen                 | < estación   | estación >   | destino                | frecuencia |
| ---- | ---------------------- | ------------ | ------------ | ---------------------- | ---------- |
| ZEUS | Boissy-Saint-Léger     | Gare de Lyon | Auber        | Saint-Germain-en-Laye  | 10 min     |
| NEGE | Saint-Germain-en-Laye  | Auber        | Gare de Lyon | Boissy-Saint-Léger     | 10 min     |
| TERI | Marne la Vallée-Chessy | Gare de Lyon | Auber        | Poissy                 | 10 min     |
| OKRE | Poissy                 | Auber        | Gare de Lyon | Torcy                  | 20 min     |
| UPAC | Marne la Vallée-Chessy | Gare de Lyon | Auber        | Cergy-Le Haut          | 20 min     |
| QYAN | Cergy-Le Haut          | Auber        | Gare de Lyon | Marne la Vallée-Chessy | 20 min     |

| tren | origen                                 | < estación   | estación >   | destino                                | frecuencia |
| ---- | -------------------------------------- | ------------ | ------------ | -------------------------------------- | ---------- |
| FACA | Melun                                  | Gare de Lyon | Gare du Nord | Goussainville                          | 15 min     |
| ZACO | Goussainville                          | Gare du Nord | Gare de Lyon | Melun (Via Combs-la-Ville - Quincy)    | 15 min     |
| VUPE | Malesherbes                            | Gare de Lyon | Gare du Nord | Villiers-le-Bel - Gonesse - Arnouville | 10 min     |
| BUPE | Villiers-le-Bel - Gonesse - Arnouville | Gare du Nord | Gare de Lyon | Malesherbes                            | 20 min     |
| SOVA | Corbeil-Essonnes                       | Gare de Lyon | París Norte  | Creil                                  | 20 min     |
| ROVO | Creil                                  | París Norte  | Gare de Lyon | Corbeil-Essonnes (via Ris-Orangis)     | 20 min     |